# Nick Saban
Pour les articles homonymes, voir Saban (homonymie).
Nicholas Lou Saban Jr. (né le 31 octobre 1951 à Fairmont, Virginie-Occidentale) est un entraîneur de football américain largement considéré comme l’un des plus grands entraîneurs de football américain universitaire de tous les temps,,.. 
Entre 2007 et 2023, il a été l'entraîneur principal du Crimson Tide de l'Alabama évoluant dans la Division I FBS de NCAA.
Saban a auparavant été l'entraîneur principal de trois autres équipes universitaires, les Rockets de Toledo, les Spartans de Michigan State et les Tigers de LSU, avant d'entraîner au niveau professionnel les Dolphins de Miami dans la National Football League (NFL) pendant deux saisons.
Saban a remporté le championnat national universitaire à sept reprises : il remporte le BCS National Championship Game en 2003 avec LSU ainsi qu'avec Alabama en 2009, 2011 et 2012. Avec ce programme, il gagne également le College Football Championship Game en 2015, 2017 et 2020.
Son contrat portant sur huit ans, de 2017 à 2025, et d'un montant total de 65 millions de dollars a fait de lui l'un des entraîneurs les mieux payé du sport nord-américain.
Il est avec Pop Warner (en) et Urban Meyer l'un des trois entraîneurs à gagner le titre national avec deux équipes de Division I FBS différentes dans l'histoire du football américain universitaire. Saban et Bear Bryant sont les seuls entraîneurs à avoir gagné le titre de conférence SEC avec deux universités différentes. En mai 2013, il est intronisé au Hall of Fame de l'université de l'Alabama.
Le 10 janvier 2024, après la saison 2023, il annonce qu'il a décidé de prendre sa retraite d'entraîneur.  Saban termine sa carrière d'entraîneur à Alabama avec un bilan de 201 victoires pour 29 défaites.

## Entraîneur assistant
Saban n'avait pas l'intention de devenir entraîneur jusqu'à ce que Don James (son entraîneur à Kent State) en fait son assistant diplômé. Saban accepte tout en attendant que son épouse obtienne son graduat. Plus tard, il officie comme entraîneur adjoint à Syracuse, à West Virginia, à Ohio State, à la Navy et à Michigan State en Division I (NCAA) mais également avec les Houston Oilers et les Cleveland Browns en National Football League.

## Entraîneur principal

### Toledo
Saban est engagé comme entraîneur principal par l'Université de Toledo le 22 décembre 1989. Sortant de deux saisons (1988 et 1989) avec un bilan de 6 victoires pour 5 défaites, les Rockets de Toledo retrouvent rapidement le succès avec Nick Saban puisqu'ils réalisent en 1990 une saison avec 9 victoires pour seulement deux défaites concédées avec peu d'écart (1 point contre les Chippewas de Central Michigan et 4 points contre les Midshipmen de la Navy. Toledo est co-champion de la Mid-American Conference. Saban démissionne cependant en février 1991 comme entraîneur de Toledo pour devenir le coordinateur défensif des Browns de Cleveland en National Football League sous la direction de l'entraîneur principal Bill Belichick.

### Michigan State
Lorsque Saban arrive à East Lansing dans le Michigan avant le début de la saison 1995, MSU n'avait plus eu de saison positive de puis celle de 1990. L'équipe avait été sanctionnée par la NCAA à la suite de violations des règles de recrutement commises sous l'ère de son ancien mentor George Perles.
- 1995–1997 : Lors des trois premières saisons, Saban n'améliore que modérément l'équipe qu'il parvient à qualifier pour des bowls mineurs que l'équipe perd chaque fois très largement. Entre 1995 et 1997, Michigan State termine avec des bilans de 6–5–1, 6–6, et 7–5. En comparaison, MSU avait terminé ses trois dernières saisons valables 5–6, 6–6 et 5–6 de 1992 à 1994 (avant les sanctions de la NCAA).
- 1998 : Le 7 novembre 1998, the Spartans battent les no 1 Buckeyes d'Ohio State sur le score de 28 à 24 au Ohio Stadium. Cependant, malgré cette victoire prometteuse, les Spartans terminent la saison avec un bilan de 6–6. Il faut néanmoins souligner que trois de ces défaites le seront par un écart minime dû en grande partie à des pertes de balle dans les trois dernières minutes, des erreurs défensives ou des mauvais jeux des équipes spéciales. Ils ne sont pas éligibles pour jouer un bowl.
- 1999 : Saban conduit les Spartans à un bilan de 9–2 (y compris une victoire contre les Fighting Irish de Notre Dame, les Wolverines du Michigan, les Buckeyes d'Ohio State et les  Nittany Lions de Penn State). Les deux défaites sont concédées contre des Boilermakers de Purdue et les Badgers du Wisconsin. De suite après le dernier match de la saison contre Penn State, Saban démissionne subitement pour accepter le poste d'entraîneur principal chez les Tigers de LSU. C'est son assistant et futur successeur Bobby Williams qui dirigera l'équipe lors du Florida Citrus Bowl remporté contre les Gators de la Floride. L'équipe termine la saison 1999 avec une fiche de 10-2. C'est la meilleure saison des Spartans depuis 1965 et leur meilleur classement depuis 1966[16]. Il est à signaler que le futur entraîneur de NFL, Josh McDaniels, officiait comme adjoint dans le staff de Saban en 1999.

### LSU
En novembre 1999, LSU désigne Nick Saban comme leur 31e entraîneur principal.
- 2000 : Les Tigers terminent la saison régulière avec un bilan de 8–4 et remportent le Peach Bowl. La saison a été quelque peu marquée par plusieurs défaites déséquilibrées incluant celle 34 à 17 contre les Tigers d'Auburn, celle 13 à 10 contre les Blazers de l'UAB et celle 41 à 9 contre les Gators de la Floride.

- 2001 : La saison régulière se termine sur un bilan de 8–3. Après une défaite contre Ole Miss, les Tigers terminent leur saison sur 6 victoires dont celle sur les no 2 Tennessee lors de la finale de conférence SEC (premier titre de conférence depuis 1986) et celle 47 à 34 contre Illinois lors du Sugar Bowl 2002 (première victoire au Sugar Bowl depuis 1968).

- 2002 : La saison débute sur de grands espoirs mais une défaite 26 à 8 des œuvres de Virginia Tech sème le doute. Néanmoins, les Tigers rebondissent et gagnent les 6 matchs suivants. Le quarterback Matt Mauck se blesse à la mi-saison et LSU perd 4 de ses 6 derniers matchs (dont une défaite 21 à 20 contre Arkansas). Ils partagent donc le titre de la division West avec Arkansas mais ne peuvent disputer la finale de conférence SEC. Ils perdent également le Cotton Bowl Classic 35 à 20 contre Texas. Leur saison se termine sur un bilan de 8-5.

- 2003 : Les Tigers débutent la saison par 5 victoires dont celle 17 à 10 sur les champions sortants de la SEC, les Bulldogs de la Géorgie. Ils perdent ensuite 19 à 7 la semaine suivante contre les Gators de la Floride. Ils ne perdent cependant plus aucun match et en battant les Razorbacks de l'Arkansas ils remportent le titre de la Division West. Ils battent ensuite à nouveau les Bulldogs de la Géorgie en finale de conférence SEC à Atlanta. Ils sont classés no 2 sont opposés aux no 1 Sooners de l'Oklahoma au Sugar Bowl ce qui constitue également la finale nationale 2003. Ils remportent 21 à 14 BCS National Championship Game[18]. Leur saison se termine sur un bilan de 13-1[19].

- 2004 : LSU termine la saison avec un bilan de 9–3. Ils perdent le Capital One Bowl 30 à 25 contre les Hawkeyes de l'Iowa sur une dernière passe de touchdown. Les autres défaites sont enregistrées à Auburn (10 à 9) et à Georgia (45 à 16). À la fin de sa saison, Saban quitte LSU pour devenir entraîneur chez les Dolphins de Miami en NFL.

### Miami Dolphins
Saban accepte de devenir l'entraîneur principal des Dolphins de Miami le 25 décembre 2004.
- 2005 : La saison de Nick Saban et des Dolphins débute par une victoire 34 à 10 sur les Broncos de Denver mais la suite est moins joyeuse avec sept défaites lors des neufs rencontres suivantes (victoires contre les Panthers de la Caroline et contre les Saints de la Nouvelle-Orléans). Après ces deux mois de frustration, les Dolphins se reprennent et gagnent leurs six derniers matchs (dont une dernière victoire chez les Patriots de la Nouvelle-Angleterre à Foxboro dans le Massachusetts). La franchise termine sa saison avec un bilan de 9-7 et rate de peu les playoffs.

- 2006 : En début de saison, les Dolphins espèrent accéder aux playoffs. La franchise avait tenté de faire signer QB Drew Brees lequel avait été libéré par les Chargers de San Diego à la suite d'une mauvaise blessure à l'épaule et d'une mésentente au niveau de son contrat. Néanmoins, ils signent QB Daunte Culpepper lequel était en cours de revalidation à la suite d'une blessure au genou encoure la saison passée. Il ne reviendra jamais à son meilleur niveau. Après la défaite chez les Texans de Houston, soit le quatrième match de la saison, il est mis sur le banc. Affichant un bilan d'une seule victoire pour 6 défaites, les Dolphins se réveillent et gagnent 4 matchs consécutifs. Ils battront notamment les Chiefs de Kansas City et les Bears de Chicago, équipe invaincue jusque-là et qui ira au Super Bowl. Avec une fiche de 5-6, les Dolphins reviennent dans la course aux playoffs mais la défaite 24 à 10 des œuvres des Jaguars de Jacksonville met fin à leurs espoirs. La victoire 21 à rien contre les Patriots la semaine suivante sera le dernier événement positif de la saison 2006 des Dolphins. QB Joey Harrington est finalement remplacé par le troisième QB, Cleo Lemon. Même si la défense n'était pas bonne, l'attaque a été anémique. RB Ronnie Brown fut le seul à tirer son épingle du jeu (+ de 1 000 yards à la course). Les Dolphins perdent leurs deux derniers matchs chez les Bills de Buffalo et les Jets de New York. Le bilan en fin de saison est de 6-10, soit la première saison négative comme entraîneur principal de Saban.

Le 27 novembre 2006, l'Université d'Alabama annonce que l'entraîneur Mike Shula a été remercié. Des rumeurs font état que Saban figure en tête de liste des entraîneurs pour lui succéder mais Saban refuse toute discussion avant que sa saison en NFL ne soit terminée. Pendant le mois de décembre Saban est sans cesse questionné à ce sujet par les médias et doit à chaque conférence de presse nier les rumeurs. Il déclare le 21 décembre "I guess I have to say it. I'm not going to be the Alabama coach." (Je suppose que je dois le dire. Je ne vais pas être l'entraîneur de l'Alabama.),. Saban rencontre finalement les officiels d'Alabama le 1er janvier 2006 après le dernier match des Dolphins perdu chez les Colts d'Indianapolis.

### Alabama
2007-2023

## Statistiques en NFL
| Équipe            | Saison | Saison régulière | Saison régulière | Saison régulière | Saison régulière | Saison régulière | Série éliminatoire | Série éliminatoire | Série éliminatoire | Série éliminatoire |
| ----------------- | ------ | ---------------- | ---------------- | ---------------- | ---------------- | ---------------- | ------------------ | ------------------ | ------------------ | ------------------ |
| Équipe            | Saison | V                | D                | N                | % victoires      | Classement       | G                  | P                  | % victoires        | Résultat           |
| Dolphins de Miami | 2005   | 9                | 7                | 0                | 56,3             | 2e AFC East      | -                  | -                  | -                  | -                  |
| Dolphins de Miami | 2006   | 6                | 10               | 0                | 37,5             | 4e AFC East      | -                  | -                  | -                  | -                  |

## Statistiques en NCAA
| Université            | Saison                | Total | Total | Total | Conférence | Conférence | Conférence | Conférence  | AP Poll | Bowls/Playoffs                                               | Bowls/Playoffs                     | Bowls/Playoffs |
| --------------------- | --------------------- | ----- | ----- | ----- | ---------- | ---------- | ---------- | ----------- | ------- | ------------------------------------------------------------ | ---------------------------------- | -------------- |
| Université            | Saison                | V     | D     | N     | V          | D          | N          | Place       | AP Poll | Noms                                                         | Résultats                          |                |
| Toledo                | 1990                  | 9     | 2     | 0     | 7          | 1          | 0          | 1er ex æquo | -       | -                                                            | -                                  |                |
| Totaux Toledo         | Totaux Toledo         | 9     | 2     | -     | 7          | 0          | -          |             |         |                                                              |                                    |                |
| Michigan State        | 1995                  | 6     | 5     | 1     | 4          | 3          | 1          | 5e          | -       | Independence Bowl                                            | D 26-45                            |                |
| Michigan State        | 1996                  | 6     | 6     | -     | 5          | 3          | 0          | 5e          | -       | Sun Bowl                                                     | D 00-38                            |                |
| Michigan State        | 1997                  | 7     | 5     | -     | 4          | 4          | 0          | 6e          | -       | Aloha Bowl                                                   | D 23-51                            |                |
| Michigan State        | 1998                  | 6     | 6     | -     | 4          | 4          | 0          | 6e          | -       | -                                                            | -                                  |                |
| Michigan State        | 1999                  | 9     | 2     | -     | 6          | 2          | 0          | 2e ex æquo  | #9      | Citrus Bowl*                                                 | -                                  |                |
| Totaux Michigan State | Totaux Michigan State | 34    | 24    | 1     | 23         | 16         | 1          |             |         | 3 bowls perdus, 1 victoire retirée                           | 3 bowls perdus, 1 victoire retirée |                |
| LSU                   | 2000                  | 8     | 4     | -     | 5          | 3          | 0          | 3e ex æquo  | #22     | Peach Bowl                                                   | V 28-14                            |                |
| LSU                   | 2001                  | 10    | 3     | -     | 5          | 3          | 0          | 1er         | #7      | Sugar Bowl                                                   | V 47-37                            |                |
| LSU                   | 2002                  | 8     | 5     | -     | 5          | 3          | 0          | 2e ex æquo  | -       | Cotton Bowl                                                  | D 20-35                            |                |
| LSU                   | 2003                  | 13    | 1     | -     | 7          | 1          | 0          | 1er         | #2      | Sugar Bowl                                                   | V 21-14                            |                |
| LSU                   | 2004                  | 9     | 3     | -     | 6          | 2          | 0          | 2e          | #16     | Capital One Bowl                                             | D 25-30                            |                |
| Totaux LSU            | Totaux LSU            | 48    | 16    | -     | 28         | 12         | -          |             |         | 1 titre NCAA, 3/5 bowls gagnés                               | 1 titre NCAA, 3/5 bowls gagnés     |                |
| Alabama               | 2007                  | 2     | 6     | -     | 1          | 4          | 0          | 3e ex æquo  | -       | Independence Bowl**                                          | V 30-24                            |                |
| Alabama               | 2008                  | 12    | 2     | -     | 8          | 0          | 0          | 1er         | #6      | Sugar Bowl                                                   | D 17-31                            |                |
| Alabama               | 2009                  | 14    | 0     | -     | 8          | 0          | 0          | 1er         | #1      | BCS                                                          | V 37-21                            |                |
| Alabama               | 2010                  | 10    | 3     | -     | 5          | 3          | 0          | 4e          | #10     | Capital One Bowl                                             | V 49-07                            |                |
| Alabama               | 2011                  | 12    | 1     | -     | 7          | 1          | 0          | 2e          | #1      | BCS                                                          | V 21-00                            |                |
| Alabama               | 2012                  | 13    | 1     | -     | 7          | 1          | 0          | 1er         | #1      | BCS                                                          | V 42-14                            |                |
| Alabama               | 2013                  | 11    | 2     | -     | 7          | 1          | 0          | 1er ex æquo | #7      | Sugar Bowl                                                   | D 31-45                            |                |
| Alabama               | 2014                  | 12    | 2     | -     | 7          | 1          | 0          | 1er         | #4      | Demi-finale CFP : Sugar Bowl                                 | D 35-42                            |                |
| Alabama               | 2015                  | 14    | 1     | -     | 7          | 1          | 0          | 1er         | #2      | Demi-finale CFP : Cotton Bowl Finale : CFP Championship Game | V 38-00 V 45-40                    |                |
| Alabama               | 2016                  | 14    | 1     | -     | 8          | 0          | 0          | 1er         | #2      | Demi-finale CFP : Peach Bowl Finale : CFP Championship Game  | V 24-07 D 31-35                    |                |
| Alabama               | 2017                  | 13    | 1     | -     | 7          | 1          | 0          | 1er ex æquo | #4      | Demi-finale CFP : Sugar Bowl Finale : CFP Championship Game  | V 24-06 V 26-23                    |                |
| Alabama               | 2018                  | 14    | 1     | -     | 8          | 0          | 0          | 1er         | #2      | Demi-finale CFP : Orange Bowl Finale : CFP Championship Game | V 45-34 D 16-44                    |                |
| Alabama               | 2019                  | 11    | 2     | -     | 6          | 2          | 0          | 2e          | #8      | Citrus Bowl                                                  | V 35-16                            |                |
| Alabama               | 2020                  | 13    | 0     | -     | 10         | 0          | 0          | 1er         | #1      | Demi-finale CFP : Rose Bowl Finale : CFP Championship Game   | V 31-14 V 52-24                    |                |
| Alabama               | 2021                  | 13    | 1     | -     | 7          | 1          | 0          | 1er         | #2      | Demi-finale CFP : Cotton Bowl Finale : CFP Championship Game | V 21-06 D 18-33                    |                |
| Alabama               | 2022                  | 11    | 2     | -     | 6          | 2          | 0          | 1er ex æquo | #4      | Sugar Bowl                                                   | V 45-20                            |                |
| Alabama               | 2023                  | 12    | 2     | -     | 8          | 0          | -          | 1er         | #5      | Demi-finale CFP : Rose Bowl                                  | D 20-27                            |                |
| Totaux Alabama        | Totaux Alabama        | 201   | 29    | -     | 117        | 18         | -          |             |         | 6 titres NCAA, 11 bowls gagnés                               | 6 titres NCAA, 11 bowls gagnés     |                |
| NCAA                  | NCAA                  | 292   | 71    | 1     | 175        | 47         | 1          |             |         |                                                              |                                    |                |

Légende :
V = Victoires, D = Défaites, N = Matchs nuls
* = Saban quitte l'équipe avant le bowl, ** = À la suite de sanctions NCAA, Alabama se voit retirer plusieurs victoires (7-6 avant sanctions)
| Champions National |

## Palmarès
Champion national NCAA : 
- LSU (1) : 2003 (en) ;
- Alabama (6) : 2009, 2011, 2012, 2015, 2017 et 2020.